# Исламская Организация по Продовольственной Безопасности
Исламская Организация по Продовольственной Безопасности (ИОПБ) (араб. المنظمة الإسلامية للأمن الغذائي, англ. Islamic Organization for Food Security, франц. L’Organisation Islamique pour la Sécurité Alimentaire) — международная межправительственная организация, задачей которого является обеспечение продовольственной безопасности в странах ОИС.

## Миссия
Главной миссией ИОПБ является обеспечение продовольственной безопасности в странах-участницах. Основные задачи включают:
- Предоставление государствам-участникам экспертизы и технической помощи по различным аспектам устойчивого сельского хозяйства, развития сельских районов, продовольственной безопасности и биотехнологий;
- Оценка и мониторинг продовольственной безопасности в странах-членах с целью определения и оказания необходимой гуманитарной помощи, включая установление продовольственных резервов;
- Мобилизация и управление финансовыми и сельскохозяйственными ресурсами для развития сельского хозяйства и улучшения продовольственной безопасности в странах-членах;
- Решение проблем, связанных с опустыниванием, обезлесением, эрозией и засолением;
- Координация, формулирование и ведение общей сельскохозяйственной политики, включая обмен и передачу соответствующих технологий и системы управления общественным питанием.

## История
28-30 июня 2011 года в Астане состоялось 38-е заседание Совета министров иностранных дел Организации Исламского Сотрудничества (СМИД ОИС), a Республика Казахстан приняла обязанности Председателя в ОИС.
На открытии сессии, Президент Республики Казахстан Нурсултан Назарбаев предложил создать в рамках ОИС организацию по продовольственной безопасности со штаб-квартирой в Казахстане в качестве государства, производящего и экспортирующего продовольствие. Государства-участники ОИС единогласно поддержали предложение Казахстана.
Название «Исламская организация по продовольственной безопасности» (ИОПБ) и Устав данного учреждения были сформулированы на Межправительственном совещании экспертов государств-участников ОИС (11-12 июня 2013 года) в Астане.
9-11 декабря 2013 года в ходе 40-й сессии СМИД в городе Конакри, Гвинея, 19 стран-участниц ОИС подписали Устав ИОПБ.
28 апреля 2016 года состоялось первое заседание Генеральной Ассамблеи ИОПБ совместно с 7-й Министерской конференцией по продовольственной безопасности и развитию сельского хозяйства. Казахстан был избран Председателем Генеральной Ассамблеи IOFS, а Кот-д’Ивуар и Палестина — заместителями Председателя. По итогам Ассамблеи, Первым Генеральным Директором ИОПБ был избран представитель Казахстана Ержан Джалмуханов.  Во время Генеральной Ассамблеи IOFS были избраны Председатель (Саудовская Аравия) и члены Исполнительного совета (Казахстан, Буркина-Фасо, Нигер, Турция, Бангладеш, Судан).
Вторая Генеральная Ассамблея состоялась 27-29 августа 2019 года в Джидде. Председателем Генеральной Ассамблеи избрана Саудовская Аравия, Вице-Председателями — Таджикистан и Гамбия, Докладчиком — Казахстан. Представители министерств сельского хозяйства Казахстана, Саудовской Аравии, ОАЭ, Буркина-Фасо, Гамбии, Бангладеш и Турции были избраны членами Исполнительного совета ИОПБ. По итогам форума, Генеральным Директором организации был избран представитель Казахстана Ерлан Байдаулет. Наряду с этим, Нигерия подписала Устав ИОПБ и стала 34-м членом Исламской организации по продовольственной безопасности.
В 2021 году Казахстан стал председателем ИОПБ.
2 октября 2023 года в Дохе состоялось шестое заседание Генеральной Ассамблеи организации, которая прошла совместно с 9-й Министерской конференцией по продовольственной безопасности и развитию сельского хозяйства. По итогам Генеральной Ассамблеи, казахстанский дипломат Аскар Мусинов был избран Генеральным Директором ИОПБ. Габон, Иордания, Ирак и Йемен подписали Устав и вошли в ИОПБ.
В связи с скоропостижной кончиной Аскара Мусинова 10 февраля 2024 года, в апреле состоялась первая внеочередная сессия Генеральной Ассамблеи ИОПБ, на которой Генеральным директором организации был избран казахстанский дипломат Берик Арын.

## Структура

### Генеральная Ассамблея
Генеральная Ассамблея разрабатывает общую политику Организации; утверждает бюджет, устанавливает и контролирует финансовую политику и общую программу работы Организации, а также методы реализации этой программы; избирает Председателя Генеральной Ассамблеи; избирает Генерального директора; избирает Председателя и членов Исполнительного совета на основе справедливого географического представительства. В состав Генеральной Ассамблеи входят министры или их представители, которые назначаются их соответствующими государствами-членами. Генеральная Ассамблея проводит очередные сессии один раз в год.

### Исполнительный совет
Исполнительный совет состоит из 8 членов, включая Председателя. Члены избираются Генеральной Ассамблеей сроком на 3 года с возможностью продления один раз. Страна, в которой расположена штаб-квартира Организации, является постоянным членом, одно место отводится Генеральному директору. Исполнительный совет:
- обеспечивает эффективную работу различных органов Организации в соответствии с общей политикой Организации;
- утверждает общее расписание совещаний (Сессий, Рабочих групп и Групп экспертов);
- готовит предварительную повестку дня очередной и внеочередной сессий в консультации с государствами-членами и Генеральным директором;
- создает Специализированные комитеты по мере необходимости и готовит их повестку дня, назначает их членов и устанавливает продолжительность их работы;
- представляет Генеральной Ассамблее подробные отчеты о деятельности органов Организации;
- осуществляет надзор за деятельностью Организации и обеспечивает выполнение его обязанностей в соответствии с резолюциями Генеральной Ассамблеи, решениями Исполнительного совета и внутренними правилами;
- проводит и контролирует научные, технологические, социальные и экономические исследования в области питания, продовольствия и сельского хозяйства;
- содействует модернизации сельскохозяйственных процессов и наращиванию институционального потенциала;
- проводит мобилизацию и управление финансовыми и сельскохозяйственными ресурсами для устойчивого развития сельского хозяйства и обеспечения продовольственной безопасности государств-членов;
- стимулирует инвестиции внутри ОИК в сельское хозяйство и продовольственную безопасность посредством проектов микрофинансирования, расширения возможностей, трансграничных проектов и расширения доступа к исламским финансовым продуктам;
- разрабатывает и осуществляет соответствующие национальные и региональные проекты, международные программы, правовые и другие нормативные акты в области продовольствия и питания безопасность для реализации целей Организации.

### Секретариат и Генеральный Директор
Секретариат состоит из Генерального директора и официальных сотрудников, работающих в постоянной штаб-квартире и в других подразделениях, которые могут быть созданы.
Генеральный директор назначается Генеральной Ассамблеей на четыре года с возможностью продления на один срок.
Помимо прочего, Генеральный директор: готовит ежегодный отчет о бюджете; представляет ежегодный доклад о деятельности Секретариата Исполнительному совету; несет ответственность за средства Организации и ее расходы в соответствии с положениями Финансовых правил Организации и т. д.

## Государства члены
1. Афганистан (2013)
2. Бангладеш (2016)
3. Бенин (2013)
4. Буркина-Фасо (2013)
5. Габон (2013)
6. Гамбия (2013)
7. Гвинея(2013)
8. Гвинея-Бисау (2013)
9. Джибути (2013)
10. Египет (2016)
11. Иран (2013)
12. Иордания (2023)
13. Ирак (2023)
14. Казахстан (2013)
15. Камерун (2016)
16. Катар (2013)
17. Коморы (2013)
18. Кот-д'Ивуар (2016)
19. Кувейт (2016)
20. Ливия (2013)
21. Мавритания (2013)
22. Мали (2013)
23. Марокко (2021)
24. Мозамбик (2016)
25. Нигер (2013)
26. Нигерия (2019)
27. ОАЭ (2013)
28. Пакистан (2019)
29. Государство Палестина (2013)
30. Саудовская Аравия (2015)
31. Сенегал (2017)
32. Сомали (2013)
33. Сьерра-Леоне (2013)
34. Судан (2013)
35. Суринам (2013)
36. Уганда (2013)
37. Таджикистан (2016)
38. Тунис (2021)
39. Туркменистан (2022, наблюдатель)
40. Турция (2013)
41. Чад (2022)
42. Йемен (2023)